# Römisches Brandgräberfeld Matzerath
Koordinaten: 50° 8′ 44″ N, 6° 23′ 29″ O
Das Römische Brandgräberfeld Matzerath ist ein römisches Grabfeld in der Ortsgemeinde Matzerath im Eifelkreis Bitburg-Prüm in Rheinland-Pfalz.

## Beschreibung
Es handelt sich um Brandgräber östlich von Matzerath in unmittelbarer Nähe zum Merlbach im Engbachtal.
Die Brandgräber stammen aus der Mitte des 1. Jahrhunderts n. Chr. und zählen somit zur Epoche der Römer.

## Archäologische Befunde
Im Jahre 1936 wurde ein größerer, ovaler Grabhügel von 12–18 m Durchmesser ausgegraben. Im Inneren des Hügels stieß man auf insgesamt vier Brandgräber. Diese wurden in den untenliegenden Fels eingearbeitet und sind als Gruben zu erkennen. Bezüglich der Beigaben konnte eine eher spärliche Anzahl an Funden geborgen werden. Die Gräber 1, 2 und 4 wiesen Becher, Teller, Schalen, Töpfe, einen Doppelhenkelkrug, eine Kupfermünze sowie ein Eisenfragment auf. Grab 3 war ohne Beigaben. Anhand der Funde konnte Grab 1 in die Zeit zwischen 40 und 50 n. Chr. datiert werden. Die übrigen Gräber stammen aus der Mitte des 1. Jahrhunderts n. Chr.

## Erhaltungszustand und Denkmalschutz
Die Brandgräber wurden bei Planierungsarbeiten entdeckt und anschließend untersucht und geborgen, weshalb sie nicht mehr vor Ort erhalten sind. Das Brandgräberfeld befindet sich heute innerhalb einer landwirtschaftlich genutzten Fläche zwischen dem Merlbach und einem kleinen Waldgebiet.
Das Brandgräberfeld ist als eingetragenes Kulturdenkmal im Sinne des Denkmalschutzgesetzes des Landes Rheinland-Pfalz (DSchG) unter besonderen Schutz gestellt. Nachforschungen und gezieltes Sammeln von Funden sind genehmigungspflichtig, Zufallsfunde an die Denkmalbehörden zu melden.